# الشعب، إب
الشعب هي إحدى قرى الجمهورية اليمنية. وهي تتبع جغرافيًا لمحافظة إب. وإداريًا لمديرية حبيش. يبلغ تعداد سكانها 996 نسمة حسب الإحصاء الذي جرى عام 2004.